# Extreme Sailing Series
L'Extreme Sailing Series (ESS) (anciennement appelée l’iShares Cup) est un circuit de courses annuel. Organisé par OC Sport depuis 2016, il regroupe les meilleurs marins de la planète : des médaillés olympiques, des marins de la Coupe de l'America, des champions du Monde et d’Europe ainsi que des détenteurs de records de monde. Ils s'affrontent sur des bateaux volants, les foiling boats. Initialement les marins couraient sur des catamarans appelés Extreme 40 ; depuis 2016, ils courent à présent sur des GC32, jugés plus rapides et plus spectaculaires.
Le circuit mondial s'étend sur le Moyen-Orient, l'Asie, l'Europe et l'Amérique en faisant escale dans des villes comme Saint-Pétersbourg, Chicago, Singapour, Lisbonne,. Les courses se déroulent dans des stades sur le bord du rivage, permettant ainsi d'attirer un grand nombre de spectateurs en leur offrant des sensations fortes.

## Résultats

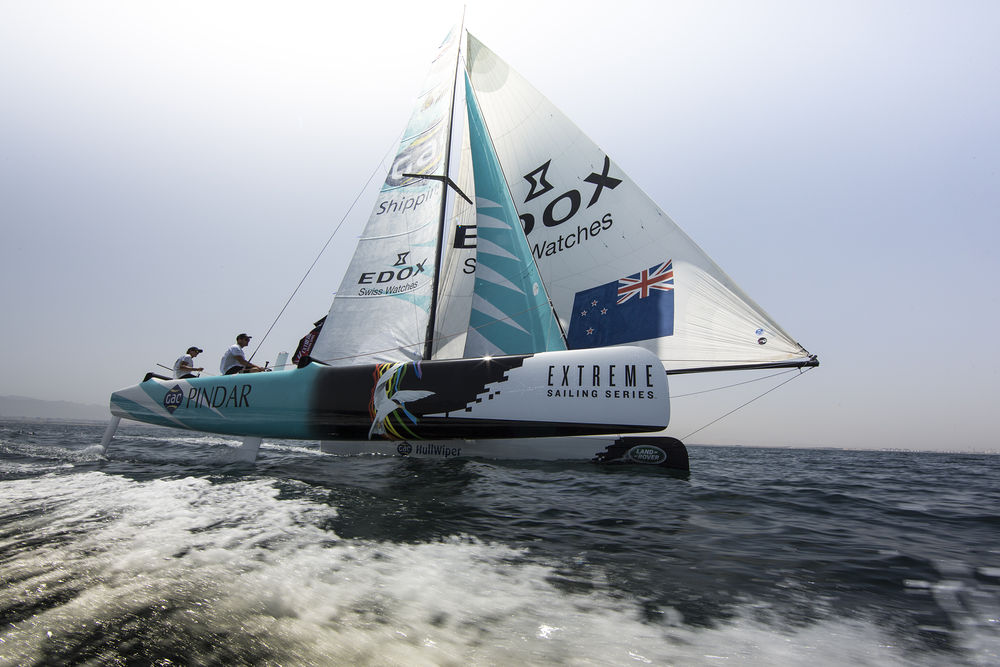
Un bateau volant appelé aussi "foiling boat"

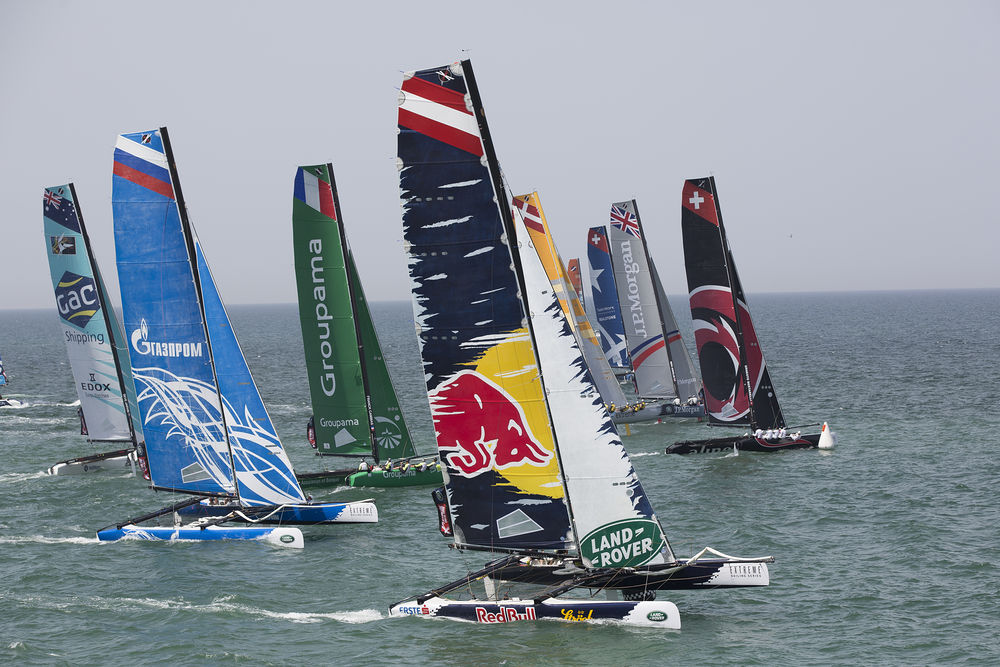
Plusieurs Extreme 40 en course à Muscat

| Années | Équipe vainqueur      | Skippeur vainqueur  |
| ------ | --------------------- | ------------------- |
| 2007   | Basilica              | Rob Greenhalgh      |
| 2008   | Alinghi               | Ed Baird            |
| 2009   | Oman Sail, an Masirah | Pete Cumming        |
| 2010   | The Wave, Muscat      | Paul Campbell-James |
| 2011   | Luna Rossa Challenge  | Max Sirena          |
| 2012   | The Wave, Muscat      | Leigh McMillan      |
| 2013   | The Wave, Muscat      | Leigh McMillan      |
| 2014   | Alinghi               | Morgan Larson       |
| 2015   | The Wave, Muscat      | Leigh McMillan      |
| 2016   | Alinghi               | Arnaud Psarofaghis  |